# Selva Headwaters
La selva Headwaters es un área silvestre de aproximadamente 22 033 acres (89 km²), ubicada dentro de la unidad de la Selva Nicolet Chequamegon-Nicolet, en el noreste de Wisconsin.
El área silvestre contiene las cabeceras del río Pino, un río salvaje y protegido legalmente. El paisaje está cubierto de bosques, principalmente pantanos y ciénagas, el terreno generalmente es plano y está cubierto por un bosque de pinos, con algunas características de los bosques frondosos del norte. La parte norte del área silvestre contiene el Kimball Creek, que desemboca en el río Pino. En el suroeste se encuentra la unidad Shelp Lake, que contiene algunos de los árboles más grandes y antiguos del bosque nacional. En la sección sureste se cuenta con el río Pino, que fluye hacia el este hasta la península superior de Míchigan.
El área de la selva ofrece oportunidades para practicar el senderismo, aunque el área contiene sólo unas pocas millas de senderos designados. La caza, pesca, observación de aves y otras actividades populares se pueden practicar en la selva. Varias especies de aves que no son comunes en Wisconsin se pueden encontrar en la zona, incluyendo aves, pájaros carpinteros de lomo negro, entre otras especies.
La selva se encuentra protegida por el Servicio Forestal de los Estados Unidos.